# Бажухин, Александр Сергеевич
Александр Сергеевич Бажухин (род. 28 декабря 2005, Тольятти, Самарская область) — российский хоккеист, нападающий.

## Биография
Уроженец Тольятти, встал на коньки в два года. Воспитанник казанского хоккея — отец работал тренером в «Ак Барсе». С 2021 года — в системе тольяттинской «Лады», играл за команду «Лада-Веста» в ЮХЛ, стал выступать за «Ладью» в МХЛ. 12 марта 2025 года в домашнем матче против «Спартака» (2:4) дебютировал за «Ладу» в КХЛ.